# Riedenberg
Riedenberg là một đô thị ở huyện Bad Kissingen bang Bayern nước Đức. Đô thị Riedenberg có diện tích 13,22 km², dân số thời điểm ngày 31 tháng 12 năm 2006 là 1065 người.